# Red Dog Mine
Red Dog Mine est une census-designated place du borough de Northwest Arctic en Alaska aux États-Unis. Sa population était de 309 habitants en 2010.

## Géographie - Histoire
Elle est située dans les montagnes Delong, à l'extrémité ouest de la Chaîne Brooks, à 90 milles (145 km) de Kotzebue et à 55 milles (89 km) de la Mer des Tchouktches.
Les températures moyennes vont de −29 °C à −9 °C en janvier et de 4 °C à 16 °C en juillet.
Red Dog Mine est un lieu très isolé, situé au nord-ouest du borough de Northwest Arctic, lequel n'est peuplé que de 11 communautés qui ne sont pas reliées entre elles par des routes, avec seulement 7 208 habitants. Les plus proches communautés sont Noatak, à 80 km au sud, et Kivalina à 97 km à l'ouest.
Même si les populations indigènes avaient vécu à cet endroit pour y trouver leur subsistance à la saison, il n'y a pas de résidents permanents sur le site, en dehors des ouvriers de l'exploitation minière, qui n'y habitent pas tous en même temps.
| Mois                                  | jan.     | fév.     | mars     | avril    | mai      | juin    | jui.    | août    | sep.     | oct.     | nov.     | déc.     | année    |
| ------------------------------------- | -------- | -------- | -------- | -------- | -------- | ------- | ------- | ------- | -------- | -------- | -------- | -------- | -------- |
| Température minimale moyenne (°C)     | −18,1    | −18,1    | −17,8    | −10,4    | −1,4     | 4,9     | 7,1     | 5,1     | 0,3      | −5,7     | −13,4    | −18,1    | −7,3     |
| Température moyenne (°C)              | −14,7    | −14,3    | −14,1    | −6,8     | 2,8      | 10,6    | 11,7    | 9,2     | 3,9      | −3       | −10,5    | −14,7    | −3,5     |
| Température maximale moyenne (°C)     | −11,3    | −10,6    | −10,4    | −3,1     | 7,1      | 16,1    | 16,3    | 13,2    | 7,6      | −0,3     | −7,6     | −11,3    | 0,5      |
| Record de froid (°C) date du record   | −41 2012 | −42 2012 | −33 2021 | −31 2021 | −18 2012 | −5 2012 | −2 2014 | −6 2013 | −11 2013 | −17 2017 | −28 2015 | −33 2012 | −42 2012 |
| Record de chaleur (°C) date du record | 8 2014   | 3 2014   | 3 2014   | 11 2016  | 27 2016  | 31 2013 | 29 2019 | 29 2021 | 18 2016  | 16 2018  | 5 2014   | 4 2019   | 31 2013  |
| Précipitations (mm)                   | 44,7     | 15,2     | 36,1     | 7,9      | 39,1     | 44,7    | 101,3   | 120,4   | 60,5     | 40,9     | 21,1     | 23,1     | 555      |
| Nombre de jours avec précipitations   | 10,8     | 10,2     | 18       | 5,4      | 11,1     | 9,2     | 14,9    | 14,5    | 12,5     | 11,1     | 9,3      | 9,5      | 136,5    |

| Diagramme climatique                                  |                |                |              |             |             |              |              |            |              |               |                |
| J                                                     | F              | M              | A            | M           | J           | J            | A            | S          | O            | N             | D              |
| −11,3−18,144,7                                        | −10,6−18,115,2 | −10,4−17,836,1 | −3,1−10,47,9 | 7,1−1,439,1 | 16,14,944,7 | 16,37,1101,3 | 13,25,1120,4 | 7,60,360,5 | −0,3−5,740,9 | −7,6−13,421,1 | −11,3−18,123,1 |
| Moyennes : • Temp. maxi et mini °C • Précipitation mm |                |                |              |             |             |              |              |            |              |               |                |

## Mine
La localité tient son nom de la mine Red Dog, un des plus importants gisements de zinc et de plomb dans une moindre mesure,.
Son exploitation a commencé en 1987. À la fin de 2007, la mine a fourni 77,5 millions de tonnes de minerai, contenant 17,5 % de zinc, 4,8 % de plomb, ainsi qu'un peu d'argent. Le gisement est proche de la surface, permettant une extraction à ciel ouvert.
Une route d'exploitation, de 52 milles (84 km) relie la mine au port minier situé sur la Mer des Tchouktches. Le lieu n'est accessible que par avion, sauf durant une centaine de jours par an par voie maritime. Les mineurs sont acheminés vers leur lieu de travail par de petits avions. La compagnie Alaska Airlines a été pressentie pour acheminer des ouvriers depuis Anchorage.

## Démographie
| Groupe               | Red Dog Mine | Alaska | États-Unis |
| -------------------- | ------------ | ------ | ---------- |
| Blancs               | 41,4         | 66,7   | 72,4       |
| Autochtones d'Alaska | 50,8         | 14,8   | 0,9        |
| Métis                | 5,8          | 7,3    | 2,9        |
| Asiatiques           | 0,3          | 5,4    | 4,8        |
| Autres               | 1,6          | 5,8    | 19,0       |
| Total                | 100          | 100    | 100        |
|                      |              |        |            |
| Latino-Américains    | 2,6          | 5,5    | 16,7       |

En 2010, la population native est majoritairement composée d'Iñupiat, qui représentent 31 % de la population de Red Dog Mine.
Selon l'American Community Survey, pour la période 2011-2015, 75,31 % de la population âgée de plus de 5 ans déclare parler l'anglais à la maison, 11,11 %  déclare parler le tagalog, 8,64 % l'espagnol et 11,11 % l'inupiaq.
| 2000 | 2010 | - | - | - | - |
| ---- | ---- | - | - | - | - |
| 32   | 309  | - | - | - | - |